# F-14 Tomcat
Grumman F-14 Tomcat е американски двуместен, двумоторен реактивен изтребител бомбардировач от четвърто поколение, с променящи геометрията си крила, производство на концерна Grumman Corporation.
Разработен в началото на 70-те години на XX век за заместник на F-4 Phantom II. На въоръжение във ВВС на САЩ до 2006 г., продаван и на ВВС на Иран. Снет от въоръжение във ВВС на САЩ на 22 септември 2006 и заменен от F/A-18 Hornet.

## История на разработване
От самото начало на проекта „F-14“ е замислен като самолет, който да завладее напълно въздушното пространство в непосредствена близост до самолетоносачите, на които се предполага да се използват този вид самолети. Трябвало да изпълнява допълнителни задачи и трябвало да е способен да нанася удари по тактически наземни и надводни цели.
През януари 1969 г. проектът „F-14“ спечелва проведен от ВМС на САЩ конкурс за нов самолет, който да замени легендарния F-4 Phantom, произведен от концерна McDonnell Douglas. Първият прототип се издига във въздуха на 21 декември 1970 г., след което се произвежда предстартова серия от 11 самолета. През лятото на 1972 г. са завършени изпитанията на „F-14“ на самолетоносач, и производството за флота започва през октомври същата година.
С „Tomcat“ се съставят ескадрили от изтребители прехващачи, в състава на самолетоносачите.
Основния елемент в новата машина е системата за управление на въоръжението „Hughes AN/AWG-9“, която позволява командването ѝ от двама души, да атакува цели на противника на разстояние до 315 km, а с крилатите ракети на разстояние до 120 km. Системата позволява да бъдат следени 10 цели на противника, да извърши прехващане и изстрелване на ракетите по 4 цели едновременно, на различни височини и далечина.
„Tomcat“ разполага с двустранно 20-mm оръдие, модел General Electric M61A-1 Vulcan, с комплект боеприпаси наброяващ 675 снаряда. Основното ракетно въоръжение включва ракети „въздух-въздух“ „Sparrow“ или „Phoenix“, разположени на пилони под фюзелажа на самолета. F-14 е първият самолет, който може да носи на борда си ракети „AIM-54A Phoenix“. Тази ракета, чиято стойност е милиони долари, е способна да поразява цели до 120 km. Това дава на F-14 възможност да унищожава болшинството самолети на противника, още преди да го видят на противниковия радар. В допълнение на него могат да бъдат подвесени още четири ракети „Sidewinder“. Към гореизброеното, „Tomcat“ може да носи до 6576 kg настъпателно въоръжение от различен клас.
Работата над F-14A била помрачена от загубата на първия прототип през декември 1970 г. Въпреки този инцидент, ВМС на САЩ приема на въоръжение 478 машини, а още 79 са продадени на Иран, в периода 1976 – 1978 г.
През 1986 г. 38 самолета F-14A са преоборудвани с двигатели „General Electric F110-GE-400“, и впоследствие получават обозначение F-14B. Модификацията F-14D се отличава от предходните модели с много по-мощен радар – „Hughes AN/APG-71“, чиято система позволява да се съпровождат 24 цели и да се извърши прехват и изстрелване на ракети по 6 от тях едновременно, на различни височини и дължина, усъвършенствана авионика и преоборудвана кабина. Построени са 37 самолети от този тип, още 104 бр. F-14A са модифицирани, получавайки означение F-14D(R).

## Експлоатация
F-14 е приет на въоръжение от ВВС на САЩ през септември 1974 г. „Tomcat“ участва за първи път във въздушен бой на 19 август 1981 г. в т.нар. Инцидент в залива Сидра през 1981 г., когато два F-14, базирани на самолетоносача „Нимиц“, се сблъскват с два либийски изтребители бомбардировачи Су-22. Според отчета на американските пилоти, Су-22 предприемат опит да атакуват двата F-14, поради което са свалени с две ракети Sidewinder.
На 4 януари 1989 г., при втория инцидент в залива Сидра, още два либийски самолета, този път МиГ-23, отново предприемат опит за атака над F-14, намиращи се над Средиземно море, но отново са свалени.
F-14 взима участие в операция „Пустинна буря“, където осигуряват въздушна подкрепа на американските бомбардировачи и щурмови самолети.
През 1995 г. F-14 се използват в качеството на изтребител бомбардировач в хода на операция „Deliberate Force“.

## Снемане от въоръжение
Първоначално свалянето от експлоатация на F-14 е планирано за 2008 г., но успешното въвеждане в експлоатация на изтребителя F-18E/F Super Hornet позволява да се направи преди крайния срок.
F-14 официално е снет от въоръжение във ВМС на САЩ на 22 септември 2006 г., като последният полет на ескадрилите VF-31 и VF-213, пилотиращи F-14D, е извършен на 10 март 2006 г. Всички самолети модели „A“ и „B“ са изтеглени в резерв още по-рано.

## Тактико-технически данни

### Технически характеристики
- Екипаж: 2 души (пилот и оператор на въоръжението)
- Дължина: 19,1 m
- Размах на крилата:
  - в прибрано положение: 11,65 m
  - в разгърнато положение: 19,45 m
- Височина: 4,88 m
- Площ на крилата: 54,5 m²
- Профил на крилата: NACA 64A209.65 mod, 64A208.91 mod
- Маса празен: 19 838 kg
- Маса въоръжен: 27 700 kg
- Максимална излетна маса: 33 720 kg
- Двигател: 2× реактивни двигателя с форсажна камера General Electric F110-GE-400
  - максимална тяга: 61,4 kN
  - тяга на форсаж: 124,7 kN

## Варианти
- YF-14A: Прототип и предсерийни самолети. Построени са 12 екземпляра.
- F-14A: Двуместни целогодишен изтребител на ВМС. По-късно в състава на оборудването му са поставени високоточни боеприпаси. Произведени са 545 самолета от тази модификация. Последните 102 самолета са снабдени с двигатели „TF30-P-414A“.[2]

За Иран планирано трябвало да се изпратят 80 самолета, но са изпратени 79. 80-ият ирански самолет остава във ВМС на САЩ.
F-14A+ или F-14BПодобрена версия на машината F-14A с двигатели „GE F110-400“. Голяма част от оборудването, включително радара „AWG-9“, остават без изменение. По-късно получава обозначение F-14B. Построени са 38 самолета F-14B, още 48 са преоборудвани от F-14A. В края на 90-те години, 67 F-14B са преоборудвани с ново бойно и бордово оборудване, Те получават обозначение F-14B Upgrade.
F-14D Super TomcatПоследната модификация на F-14, снабдени са с двигател „GE F110-400“. Аналоговото бордово оборудване е заменено с цифрово. Поставен е нов радар „APG-71“. Построени са 37 самолета от модификацията F-14D, още 18 са преоборудвани от варианта F-14A.